# Neutronmoderátor
A moderátor az atomreaktorokban alkalmazott anyag, aminek a szerepe, hogy lelassítsa a maghasadásból származó gyors neutronokat, így lehetővé téve, hogy azok részt vegyenek a láncreakcióban, és táplálják azt. Moderátorra csak az urán üzemanyagú reaktorokban van szükség, mivel a tenyésztőreaktorok gyors neutronokkal tartják fenn a láncreakciót.
A moderátor atomjainak alacsony tömegszáma azt biztosítja, hogy a neutron viszonylag kevés ütközés során sok energiát veszítsen. Így a legmegfelelőbb anyag a hidrogén, amit víz formájában alkalmaznak moderátorként (a forralóvizes és a nyomottvizes reaktorban). Hátránya, hogy könnyen elnyeli a neutronokat (ezáltal deutériummá alakulva), így dúsított uránnal kell dolgozni. Jobb megoldás a deutérium – illetve a nehézvíz, ami viszont igen drága: ritka, és nagyon tisztának (99,75%) kell lennie. Nehézvizet alkalmaznak a kanadai CANDU reaktorban. A periódusos rendszer következő megfelelő eleme a szén, amit grafit formájában alkalmaznak a gázhűtésű reaktorokban, illetve a már elavult RBMK reaktorokban.
Alternatívaként jelentkezik a berillium és néhány szénhidrogén a kísérleti reaktorokban.